# Liste der Vereinigungen mit Beteiligungsabsicht an der Bundestagswahl 2021
Nach § 18 Abs. 2 des Bundeswahlgesetzes mussten Vereinigungen ihre Beteiligungsabsicht an der Bundestagswahl 2021 bis zum 97. Tag vor der Wahl (21. Juni 2021) dem Bundeswahlleiter anzeigen, sofern sie nicht im Deutschen Bundestag oder einem Landtag seit deren letzter Wahl auf Grund eigener Wahlvorschläge ununterbrochen mit mindestens fünf Abgeordneten vertreten waren. 87 Vereinigungen reichten ihre Beteiligungsanzeige für die Bundestagswahl 2021 fristgerecht ein, eine weitere nach Ablauf der Frist. Am 8. und 9. Juli 2021 stellte der Bundeswahlausschuss fest, welche der Vereinigungen als Parteien im Sinne des § 2 Abs. 1 Parteiengesetz anzuerkennen sind. Sie können dann mit Landeslisten zur Wahl antreten, wenn sie bis zum 19. Juli 2021 ausreichend Unterstützungsunterschriften vorweisen können.
Neun Parteien waren zu diesem Zeitpunkt im Bundestag oder in einem Landtag aufgrund eigener Wahlvorschläge mit mindestens fünf Abgeordneten vertreten. Sie mussten daher ihre Beteiligung nicht anzeigen und benötigen keine Unterstützungsunterschriften. Dies sind: CDU, CSU, SPD, FDP, Die Linke, GRÜNE, AfD, Freie Wähler und BVB/Freie Wähler. Der Bundeswahlausschuss hat darüber hinaus 44 Parteien mit Beteiligungsanzeige anerkannt.
Vereinigungen, deren Parteieigenschaft  durch den Bundeswahlausschuss abgelehnt wurde, können nach § 18 Abs. 4a des Bundeswahlgesetzes beim Bundesverfassungsgericht Beschwerde gegen die Entscheidung erheben. Das Bundesverfassungsgericht kann sie dann als Parteien anerkennen. Dies tat das Gericht mit Beschluss vom 22. Juli 2021 im Falle der Deutschen Kommunistischen Partei. Die Beschwerden von 19 anderen Vereinigungen waren entweder unzulässig oder wurden durch das Bundesverfassungsgericht zurückgewiesen, weil sie unbegründet waren.
Somit können 54 Parteien an der Bundestagswahl 2021 teilnehmen.

## Liste
Nachfolgend sind die 88 Vereinigungen mit Beteiligungsabsicht aufgelistet, von denen 45 als Parteien anerkannt wurden. Die Nummerierung folgt der Reihenfolge des Eingangs der Anzeigen.
Der Südschleswigsche Wählerverband wurde als Partei einer nationalen Minderheit anerkannt und ist somit von der Sperrklausel ausgenommen.
|    | Kurzbezeichnung       | Parteiname (Zusatzbezeichnung)                                                                        | Parteieigenschaft festgestellt         |
| -- | --------------------- | --- | -------------------------------------- |
| 1  | PDG                   | Partei der Gewaltfreien                                                                               | Nein, formale Gründe                   |
| 2  | DKP                   | Deutsche Kommunistische Partei                                                                        | Ja, durch Bundesverfassungsgericht     |
| 3  | MENSCHLICHE WELT      | Menschliche Welt (für das Wohl und Glücklichsein aller)                                               | ja                                     |
| 4  | –                     | Deutsche Tradition Sozial, kurz DTS                                                                   | Nein, formale Gründe                   |
| 5  | Tierschutzallianz     | Allianz für Menschenrechte, Tier- und Naturschutz                                                     | ja                                     |
| 6  | Die PARTEI            | Partei für Arbeit, Rechtsstaat, Tierschutz, Elitenförderung & basisdemokratische Initiative           | ja                                     |
| 7  | BP                    | Bayernpartei                                                                                          | ja                                     |
| 8  | DGP                   | Die GERADE Partei                                                                                     | nein                                   |
| 9  | Gartenpartei          | Gartenpartei                                                                                          | ja                                     |
| 10 | HUMANWIRTSCHAFT       | HUMANWIRTSCHAFTSPARTEI                                                                                | nein                                   |
| 11 | Deutsche Konservative | DEUTSCHE KONSERVATIVE                                                                                 | ja                                     |
| 12 | GRAL                  | Ganzheitliches Recht Auf Leben                                                                        | nein                                   |
| 13 | MLPD                  | Marxistisch-Leninistische Partei Deutschlands                                                         | ja                                     |
| 14 | III. Weg              | DER DRITTE WEG (III. Weg)                                                                             | ja                                     |
| 15 | SSW                   | Südschleswigscher Wählerverband                                                                       | Ja, als Minderheitenpartei anerkannt   |
| 16 | LIEBE                 | Europäische Partei LIEBE                                                                              | ja                                     |
| 17 | Bündnis C             | Bündnis C – Christen für Deutschland                                                                  | ja                                     |
| 18 | Allianz Vielfalt      | Allianz für Vielfalt & Mitbestimmung                                                                  | nein                                   |
| 19 | UNABHÄNGIGE           | UNABHÄNGIGE für bürgernahe Demokratie                                                                 | ja                                     |
| 20 | APPD                  | Anarchistische Pogo-Partei Deutschlands                                                               | Nein, formale Gründe                   |
| 21 | Die Humanisten        | Partei der Humanisten                                                                                 | ja                                     |
| 22 | –                     | SLAM – Gruppe                                                                                         | Nein, formale Gründe                   |
| 23 | dieBasis              | Basisdemokratische Partei Deutschland                                                                 | ja                                     |
| 24 | DFU                   | Deutsche Friedensunion                                                                                | nein                                   |
| 25 | Volt                  | Volt Deutschland                                                                                      | ja                                     |
| 26 | SU                    | SustainableUnion                                                                                      | Nein, formale Gründe                   |
| 27 | DHD                   | Das Haus Deutschland                                                                                  | nein                                   |
| 28 | –                     | MenschenRechte 100pro                                                                                 | nein                                   |
| 29 | –                     | Undeutscher Verein                                                                                    | Nein, formale Gründe                   |
| 30 | –                     | Die Natürlichen e.V.                                                                                  | nein                                   |
| 31 | Tierschutzpartei      | PARTEI MENSCH UMWELT TIERSCHUTZ                                                                       | ja                                     |
| 32 | AlphaHHP              | AlphaHHP – gesundheitspolitische Partei für Deutschland in Europa                                     | nein                                   |
| 33 | Team Todenhöfer       | Team Todenhöfer – Die Gerechtigkeitspartei                                                            | ja                                     |
| 34 | ÖDP                   | Ökologisch-Demokratische Partei                                                                       | ja                                     |
| 35 | AUFBRUCH C            | AUFBRUCH C – christliche Werte für eine menschliche Politik                                           | Nein, formale Gründe                   |
| 36 | –                     | Partei Aktive Demokraten                                                                              | nein                                   |
| 37 | BüSo                  | Bürgerrechtsbewegung Solidarität                                                                      | ja                                     |
| 38 | PPP                   | Praktiker Partei                                                                                      | nein                                   |
| 39 | LD                    | Liberale Demokraten – Die Sozialliberalen                                                             | ja                                     |
| 40 | Rentner               | Bündnis der Generationen – Rentner und Familie -                                                      | nein                                   |
| 41 | –                     | SOLIDARITÄT                                                                                           | Partei aufgelöst                       |
| 42 | WiR2020               | WiR2020                                                                                               | ja                                     |
| 43 | DVB                   | Das Volk bestimmt                                                                                     | nein                                   |
| 44 | FAMILIE               | Familien-Partei Deutschlands                                                                          | ja                                     |
| 45 | Gesundheitsforschung  | Partei für Gesundheitsforschung                                                                       | ja                                     |
| 46 | DEGP                  | DEUTSCHE GERECHTIGKEITS PARTEI                                                                        | nein                                   |
| 47 | BÜNDNIS21             | diePinken/BÜNDNIS21                                                                                   | ja                                     |
| 48 | ZENTRUM               | Deutsche Zentrumspartei – Älteste Partei Deutschlands gegründet 1870                                  | nein                                   |
| 49 | SVP                   | Sächsische Volkspartei                                                                                | nein                                   |
| 50 | PIRATEN               | Piratenpartei Deutschland                                                                             | ja                                     |
| 51 | V-Partei³             | V-Partei³ – Partei für Veränderung, Vegetarier und Veganer                                            | ja                                     |
| 52 | DiB                   | DEMOKRATIE IN BEWEGUNG                                                                                | ja                                     |
| 53 | NPD                   | Nationaldemokratische Partei Deutschlands                                                             | ja                                     |
| 54 | SGV                   | SGV – Solidarität, Gerechtigkeit, Veränderung                                                         | ja                                     |
| 55 | ZRSD                  | Bundeszentralrat der Schwarzen in Deutschland                                                         | Nein, formale Gründe                   |
| 56 | PdF                   | Partei des Fortschritts                                                                               | ja                                     |
| 57 | DEUPROLIGA            | Deutsche Protestantische Liga                                                                         | nein                                   |
| 58 | B*                    | bergpartei, die überpartei (ökoanarchistisch-realdadaistisches sammelbecken)                          | ja                                     |
| 59 | Die Grauen            | Die Grauen – Für alle Generationen                                                                    | ja                                     |
| 60 | 1e1w                  | One Europe One World                                                                                  | Nein, formale Gründe                   |
| 61 | DGP                   | Die Germanische Partei für Frauen, Rechtsstaat, Naturschutz, Kinderförderung und demokratischer Liebe | Nein, formale Gründe                   |
| 62 | Graue Panther         | Graue Panther                                                                                         | ja                                     |
| 63 | THP                   | Thüringer Heimatpartei                                                                                | ja                                     |
| 64 | LKR                   | Liberal-Konservative Reformer                                                                         | ja                                     |
| 65 | SGP                   | Sozialistische Gleichheitspartei, Vierte Internationale                                               | ja                                     |
| 66 | Volksabstimmung       | Ab jetzt…Demokratie durch Volksabstimmung (Politik für die Menschen)                                  | ja                                     |
| 67 | –                     | SOLIDARITÄT                                                                                           | nein                                   |
| 68 | du.                   | Die Urbane. Eine HipHop Partei                                                                        | ja                                     |
| 69 | BÜRGERBEWEGUNG        | Bürgerbewegung für Fortschritt und Wandel                                                             | ja                                     |
| 70 | BIG                   | Bündnis für Innovation & Gerechtigkeit                                                                | nein                                   |
| 71 | LfK                   | >> Partei für Kinder, Jugendliche und Familien << – Lobbyisten für Kinder –                           | ja                                     |
| 72 | REP                   | DIE REPUBLIKANER                                                                                      | Nein, formale Gründe                   |
| 73 | –                     | JESUSPARTY – PARTEI DES EVANGELIUMS                                                                   | Nein, formale Gründe                   |
| 74 | DM                    | Deutsche Mitte (Politik geht anders…)                                                                 | ja                                     |
| 75 | LOS                   | Die Losfraktion                                                                                       | Nein, formale Gründe                   |
| 76 | KlimalisteBW          | Klimaliste Baden-Württemberg                                                                          | ja                                     |
| 77 | sonstige              | DIE SONSTIGEN (X)                                                                                     | ja                                     |
| 78 | GFA                   | Grundeinkommen für Alle                                                                               | nein                                   |
| 79 | Kaipartei             | KaiPartei                                                                                             | Nein, formale Gründe                   |
| 80 | NIU                   | NIUp                                                                                                  | Nein, formale Gründe                   |
| 81 | AZ                    | Allianz Zukunft                                                                                       | nein                                   |
| 82 | Team Todenhöfer       | Team Todenhöfer – Die Gerechtigkeitspartei (Landesverband Saarland)                                   | Nein, formale Gründe                   |
| 83 | –                     | DIE NEUE MITTE (Zurück zur Vernunft)                                                                  | Nein, formale Gründe                   |
| 84 | Wir2020               | Wir2020                                                                                               | ja                                     |
| 85 | KSP                   | Klimaschutzpartei                                                                                     | Nein, formale Gründe                   |
| 86 | –                     | rund für den Rechtsstaat und NEUE DEMOKRATIE                                                          | nein                                   |
| 87 | ACP                   | ACP – die Nicht-Partei                                                                                | Beteiligungsanzeige zurückgezogen      |
| 88 | –                     | Die Haie – Partei mit Biss!                                                                           | Beteiligungsanzeige nicht fristgerecht |

## Beschwerden beim Bundesverfassungsgericht
Von den 42 nicht zugelassenen Vereinigungen legten 18 fristgerecht Beschwerde beim Bundesverfassungsgericht ein. Das Gericht musste bis zum 59. Tag vor der Wahl, also dem 29. Juli 2021, über die Beschwerden entscheiden.
Öffentliche Aufmerksamkeit erhielt insbesondere die Nichtanerkennung und die Beschwerde der Deutschen Kommunistischen Partei (DKP). Der Bundeswahlausschuss hatte entschieden, dass die DKP die Rechtsstellung als Partei verloren habe, da sie sechs Jahre in Folge ihre Rechenschaftsberichte nicht fristgerecht eingereicht hatte. Damit war die DKP erstmals seit ihrer Gründung 1968 nicht zur Wahl zugelassen. Das Bundesverfassungsgericht gab der DKP mit Beschluss vom 22. Juli 2021 Recht und erkannte diese als Partei an.
Vier Beschwerden wurden zurückgewiesen. Dies waren die Beschwerden der „Die Natürlichen“, die nicht die ernsthafte Mitwirkung an der politischen Willensbildung erkennen lassen, sowie der Deutschen Zentrumspartei, der Republikaner und der Losfraktion; bei den Letzteren beiden wurde die formale Zurückweisung der verspäteten schriftlichen Beteiligungsanzeige bestätigt.
15 Beschwerden wurden nicht angenommen. Die Beschwerden der Jesusparty, ZRSD, Allianz Zukunft, Rentner, KaiPartei, Allianz Vielfalt und GRAL genügten nicht den Begründungsanforderungen, die beiden Letzteren mangels ordnungsgemäßer Vertretung. Aktive Demokraten, APPD, GFA, KSP, Undeutscher Verein, Menschenrechte 100pro und DFU hatten ihre Beschwerden nicht fristgerecht eingereicht. Die Beschwerde der BIG wurde zurückgewiesen, weil diese am 8. Juli 2021 ihre Beteiligungsanzeige zurückgezogen hatte.